# Euboia
Euboia (grekiska: Εύβοια, Évvoia, Évia, latiniserat Euboea, Eubea) är näst efter Kreta den största ön i den grekiska skärgården. Den åtskiljs från det grekiska fastlandet av Euboiabukten. Ön utgör en egen regiondel (perifereiakí enótita) Euboia, till 2010 prefekturen Nomós Evvoías, till vilken även hör två samhällen på fastlandet, Anthidona och Avlida, samt den närbelägna ön Skyros.

## Geografi
Euboia är en långsmal ö med en längd på 150 km och en bredd på 5–50 km som sträcker sig från nordväst till sydost. Huvudorten på ön heter Chalkis.
Den bergrygg som sträcker sig längs hela Euboia utgör en del av den bergskedja som börjar i Thessalien och fortsätter ut i Egeiska havet och bildar öarna Andros, Tinos och Mykonos. De högsta bergen är Dirphys (1 745 m) och Pyxaria (1 341 m) i nordost samt Ókhi (1 394 m).
Bergen innehåller järn och koppar; vid östra kusten, i närheten av orten Kyme, finns brunkol och i södra delen av ön vit, grönstrimmig marmor (cipollin), som var mycket eftersökt av romarna under kejsarperioden. Den östra kusten är brant och klippig, den västra mera långsluttande, med vackra skogar och fruktbara slätter, vilka i forntiden gjorde Euboia till Atens kornbod och ännu i dag ger rikligt med säd, vin, olja, citroner och fikon.
I väster avskiljs Euboia från fastlandet av Euboiabukten. Detta är på sitt smalaste ställe (Euripossundet vid Chalkis) endast 35 meter brett.

## Historia
Euboia var i forntiden delat i flera smärre, oberoende stater, bland vilka de rika handelsstäderna Eretria och Chalkis var de främsta. Dessa grundlade, i synnerhet under 700-talet f.Kr., kolonier i Makedonien, i Italien och på Sicilien. Men 506 f.Kr. intogs Chalkis av atenarna, och 490 f.Kr. förstördes Eretria av perserna, som hämnd för den hjälp det lämnat jonierna i deras uppror. Efter perserkrigen bemäktigade sig Aten hela Euboia och behöll det till omkring mitten av 300-talet f.Kr., då under makedoniskt skydd stående "tyranner" ryckte till sig flera av öns städer. Efter slaget vid Chaironeia år 338 f.Kr. kom Euboia, jämte det övriga Grekland, under det makedoniska väldet och förlorade sitt förra välstånd. Ön hade gått genom många ägares händer innan den år 1204, under det fjärde korståget, erövrades av venezianerna. 1470 intogs Euboia av det osmanska riket och tillhörde detta till 1821, då det slöt sig till de övriga grekerna i deras frihetsstrid mot turkarna. Formellt avträddes det till Grekland genom en traktat 1830.